# Repêchage amateur de l'AMH 1973
1974
Le repêchage amateur de l'Association mondiale de hockey de 1973 a été le premier repêchage de l'histoire de l'association (AMH). Il a lieu le 18 mai 1973. Le ratio du nombre de joueurs ayant réellement joué dans l'AMH est assez faible, les joueurs souvent également sélectionnés par des franchises de la Ligue nationale de hockey préférant jouer dans la ligue concurrente, beaucoup plus ancienne et prestigieuse.

## Sélections par ronde
Les joueurs ayant évolué dans l'AMH seront indiqués par une mise en gras et une ligne en couleur.Les sigles suivants seront utilisés dans les tableaux pour parler des ligues mineures:
- AHO : Association de Hockey de l'Ontario – aujourd'hui Ligue de hockey de l'Ontario.
- LHJMQ : Ligue de hockey junior majeur du Québec.
- NCAA : National Collegiate Athletic Association
- LHCO : Ligue de hockey de l'Ouest
- CIAU : Sport interuniversitaire canadien

### 1reronde
| Rang | Joueur           | Nationalité | Équipe AMH                        | Repêché depuis                |
| ---- | ---------------- | ----------- | --------------------------------- | ----------------------------- |
| 1    | Bob Neely        | Canada      | Cougars de Chicago                | Petes de Peterborough (AHO)   |
| 2    | Glenn Goldup     | Canada      | Whalers de la Nouvelle-Angleterre | Marlboros de Toronto (AHO)    |
| 3    | André Savard     | Canada      | Nordiques de Québec               | Remparts de Québec (LHJMQ)    |
| 4    | Paulin Bordeleau | Canada      | Toros de Toronto                  | Marlboros de Toronto (AHO)    |
| 5    | Colin Campbell   | Canada      | Blazers de Vancouver              | Petes de Peterborough (AHO)   |
| 6    | John Rogers      | Canada      | Oilers de l'Alberta               | Oil Kings d'Edmonton (LHCO)   |
| 7    | Bob Gainey       | Canada      | Fighting Saints du Minnesota      | Petes de Peterborough (AHO)   |
| 8    | Reg Thomas       | Canada      | Sharks de Los Angeles             | Knights de London (AHO)       |
| 9    | Darcy Rota       | Canada      | Aeros de Houston                  | Oil Kings d'Edmonton (LHCO)   |
| 10   | Lanny McDonald   | Canada      | Crusaders de Cleveland            | Tigers de Medicine Hat (LHCO) |
| 11   | Ron Andruff      | Canada      | Jets de Winnipeg                  | Bombers de Flin Flon (LHCO)   |
| 12   | Blake Dunlop     | Canada      | Whalers de la Nouvelle-Angleterre | 67 d'Ottawa (AHO)             |
| 13   | Dean Talafous    | États-Unis  | Stingers de Cincinnati            | Badgers du Wisconsin (NCAA)   |

### 2eronde
| Rang | Joueur           | Nationalité | Équipe AMH                        | Repêché depuis                  |
| ---- | ---------------- | ----------- | --------------------------------- | ------------------------------- |
| 14   | Blaine Stoughton | Canada      | Nordiques de Québec               | Bombers de Flin Flon (LHCO)     |
| 15   | Larry Goodenough | Canada      | Cougars de Chicago                | Knights de London (AHO)         |
| 16   | Al Sims          | Canada      | Golden Blades de New York         | Royals de Cornwall (LHJMQ)      |
| 17   | Morris Titanic   | Canada      | Nordiques de Québec               | Wolves de Sudbury (AHO)         |
| 18   | Pat Hickey       | Canada      | Toros de Toronto                  | Red Wings de Hamilton (AHO)     |
| 19   | Brent Leavins    | Canada      | Blazers de Vancouver              | Broncos de Swift Current (LHCO) |
| 20   | Jim McCrimmon    | Canada      | Oilers de l'Alberta               | Tigers de Medicine Hat (LHCO)   |
| 21   | Rick Middleton   | Canada      | Fighting Saints du Minnesota      | Generals d'Oshawa (AHO)         |
| 22   | Paul Sheard      | Angleterre  | Sharks de Los Angeles             | 67 d'Ottawa (AHO)               |
| 23   | Tom Lysiak       | Canada      | Aeros de Houston                  | Tigers de Medicine Hat (LHCO)   |
| 24   | George Pesut     | Canada      | Crusaders de Cleveland            | Blades de Saskatoon (LHCO)      |
| 25   | Keith Mackie     | Canada      | Jets de Winnipeg                  | Oil Kings d'Edmonton (LHCO)     |
| 26   | Mike Clarke      | Canada      | Whalers de la Nouvelle-Angleterre | Centennials de Calgary (LHCO)   |

### 3eronde
| Rang | Joueur          | Nationalité | Équipe AMH                        | Repêché depuis                   |
| ---- | --------------- | ----------- | --------------------------------- | -------------------------------- |
| 27   | Frank Rochon    | Canada      | Cougars de Chicago                | Castors de Sherbrooke (LHJMQ)    |
| 28   | John Wensink    | Canada      | Golden Blades de New York         | Royals de Cornwall (LHJMQ)       |
| 29   | Eric Vail       | Canada      | Nordiques de Québec               | Wolves de Sudbury (AHO)          |
| 30   | Blair MacDonald | Canada      | Oilers de l'Alberta               | Royals de Cornwall (LHJMQ)       |
| 31   | Ed Humphreys    | Canada      | Blazers de Vancouver              | Blades de Saskatoon (LHCO)       |
| 32   | Dave Lewis      | Canada      | Oilers de l'Alberta               | Blades de Saskatoon (LHCO)       |
| 33   | Bob Gassoff     | Canada      | Fighting Saints du Minnesota      | Tigers de Medicine Hat (LHCO)    |
| 34   | Doug Gibson     | Canada      | Sharks de Los Angeles             | Petes de Peterborough (AHO)      |
| 35   | Vic Mercredi    | États-Unis  | Aeros de Houston                  | Bruins de New Westminster (LHCO) |
| 36   | Robbie Neale    | États-Unis  | Crusaders de Cleveland            | Wheat Kings de Brandon (LHCO)    |
| 37   | Kelly Pratt     | Canada      | Jets de Winnipeg                  | Broncos de Swift Current (LHCO)  |
| 38   | Tom Colley      | Canada      | Whalers de la Nouvelle-Angleterre | Wolves de Sudbury (AHO)          |

### 4eronde
| Rang | Joueur          | Nationalité | Équipe AMH                        | Repêché depuis                        |
| ---- | --------------- | ----------- | --------------------------------- | ------------------------------------- |
| 39   | Bill Laing      | Canada      | Oilers de l'Alberta               | Blades de Saskatoon (LHCO)            |
| 40   | Terry Ewasiuk   | Canada      | Cougars de Chicago                | Cougars de Victoria (LHCO)            |
| 41   | Randy Holt      | Canada      | Whalers de la Nouvelle-Angleterre | Wolves de Sudbury (AHO)               |
| 42   | Jean Landry     | Canada      | Nordiques de Québec               | Remparts de Québec (LHJMQ)            |
| 43   | Peter Marrin    | Canada      | Toros de Toronto                  | Marlboros de Toronto (AHO)            |
| 44   | Jean Tetreault  | Canada      | Blazers de Vancouver              | Rangers de Drummondville (LHJMQ)      |
| 45   | Jim Moxey       | Canada      | Oilers de l'Alberta               | Red Wings de Hamilton (AHO)           |
| 46   | Steve Langdon   | Canada      | Fighting Saints du Minnesota      | Knights de London (AHO)               |
| 47   | Jim Cowell      | Canada      | Sharks de Los Angeles             | 67 d'Ottawa (AHO)                     |
| 48   | Don Cutts       | Canada      | Aeros de Houston                  | Engineers de Rensselaer (NCAA)        |
| 49   | Russ Walker     | Canada      | Crusaders de Cleveland            | Blades de Saskatoon (LHCO)            |
| 50   | Peter Crosbie   | Canada      | Sharks de Los Angeles             | Knights de London (AHO)               |
| 51   | Alan Hangsleben | États-Unis  | Whalers de la Nouvelle-Angleterre | Fighting Sioux de North Dakota (NCAA) |

### 5eronde
| Rang | Joueur         | Nationalité | Équipe AMH                        | Repêché depuis                   |
| ---- | -------------- | ----------- | --------------------------------- | -------------------------------- |
| 52   | Bob Dailey     | Canada      | Toros de Toronto                  | Marlboros de Toronto (AHO)       |
| 53   | Larry Patey    | Canada      | Whalers de la Nouvelle-Angleterre | Terriers de Boston (NCAA)        |
| 54   | Doug Marit     | Canada      | Golden Blades de New York         | Pats de Regina (LHCO)            |
| 55   | Denis Patry    | Canada      | Nordiques de Québec               | Rangers de Drummondville (LHJMQ) |
| 56   | Lou Nistico    | Canada      | Toros de Toronto                  | Knights de London (AHO)          |
| 57   | Jimmy Jones    | Canada      | Blazers de Vancouver              | Petes de Peterborough (AHO)      |
| 58   | Ken Houston    | Canada      | Oilers de l'Alberta               | Maroons de Chatham (LHJSO)       |
| 59   | Nelson Pyatt   | Canada      | Fighting Saints du Minnesota      | Generals d'Oshawa (AHO)          |
| 60   | Dennis Abgrall | Canada      | Sharks de Los Angeles             | Blades de Saskatoon (LHCO)       |
| 61   | Paul O'Neil    | États-Unis  | Aeros de Houston                  | Terriers de Boston (NCAA)        |
| 62   | Rich Latulippe | Canada      | Crusaders de Cleveland            | [ Remparts de Québec (LHJMQ)     |
| 63   | Randy Smith    | Canada      | Jets de Winnipeg                  | Oil Kings d'Edmonton (LHCO)      |
| 64   | Cap Raeder     | États-Unis  | Whalers de la Nouvelle-Angleterre | Wildcats du New Hampshire (NCAA) |

### 6eronde
| Rang | Joueur             | Nationalité | Équipe AMH                        | Repêché depuis                       |
| ---- | ------------------ | ----------- | --------------------------------- | ------------------------------------ |
| 65   | Dave Pay           | Canada      | Oilers de l'Alberta               | Badgers du Wisconsin (NCAA)          |
| 66   | Keith Smith        | Canada      | Cougars de Chicago                | Bears de Brown (NCAA)                |
| 67   | Dennis Ververgaert | Canada      | Golden Blades de New York         | Knights de London (AHO)              |
| 68   | Dale Cook          | États-Unis  | Nordiques de Québec               | Cougars de Victoria (LHCO)           |
| 69   | Doug Ferguson      | Canada      | Toros de Toronto                  | Red Wings de Hamilton (AHO)          |
| 70   | Ian Turnbull       | Canada      | Blazers de Vancouver              | 67 d'Ottawa (AHO)                    |
| 71   | Yvon Bouillon      | Canada      | Oilers de l'Alberta               | Royals de Cornwall (LHJMQ)           |
| 72   | John Flesch        | Canada      | Fighting Saints du Minnesota      | Lakers de Lake Superior State (NCAA) |
| 73   | Stu Davison        | Canada      | Sharks de Los Angeles             | Royals de Cornwall (LHJMQ)           |
| 74   | Dennis Owchar      | Canada      | Aeros de Houston                  | Marlboros de Toronto (AHO)           |
| 75   | Bob Smulders       | Canada      | Crusaders de Cleveland            | Petes de Peterborough (AHO)          |
| 76   | Ron Kennedy        | Canada      | Jets de Winnipeg                  | Bruins de New Westminster (LHCO)     |
| 77   | Rick Chinnick      | Canada      | Whalers de la Nouvelle-Angleterre | Petes de Peterborough (AHO)          |

### 7eronde
| Rang | Joueur           | Nationalité | Équipe AMH                        | Repêché depuis                        |
| ---- | ---------------- | ----------- | --------------------------------- | ------------------------------------- |
| 78   | Gerrard Gibbons  | Canada      | Toros de Toronto                  | Université St. Mary's (CIAU)          |
| 79   | Dennis Desgagnes | Canada      | Cougars de Chicago                | Éperviers de Sorel (LHJMQ)            |
| 80   | Lowell Ostlund   | Canada      | Golden Blades de New York         | Blades de Saskatoon (LHCO)            |
| 81   | Andre Deschamps  | Canada      | Nordiques de Québec               | Remparts de Québec (LHJMQ)            |
| 82   | Gord Titcomb     | Canada      | Toros de Toronto                  | Black Hawks de Saint Catharines (AHO) |
| 83   | Mike Korney      | États-Unis  | Blazers de Vancouver              | Jets de Winnipeg (LHCO)               |
| 84   | Dwayne Pentland  | Canada      | Oilers de l'Alberta               | Wheat Kings de Brandon (LHCO)         |
| 85   | Tom Machowski    | États-Unis  | Fighting Saints du Minnesota      | Badgers du Wisconsin (NCAA)           |
| 86   | David Lee        | Canada      | Sharks de Los Angeles             | 67 d'Ottawa (AHO)                     |
| 87   | Dan Hinton       | Canada      | Aeros de Houston                  | Greyhounds de Sault Ste. Marie (AHO)  |
| 88   | Ron Serafini     | Canada      | Crusaders de Cleveland            | Black Hawks de Saint Catharines (AHO) |
| 89   | Jeff Jacques     | Canada      | Jets de Winnipeg                  | Black Hawks de Saint Catharines (OHA) |
| 90   | Steve Alley      | États-Unis  | Whalers de la Nouvelle-Angleterre | Badgers du Wisconsin (NCAA)           |

### 8eronde
| Rang | Joueur           | Nationalité | Équipe AMH                   | Repêché depuis                       |
| ---- | ---------------- | ----------- | ---------------------------- | ------------------------------------ |
| 91   | Norm Barnes      | Canada      | Stingers de Cincinnati       | Wolverines du Michigan (NCAA)        |
| 92   | J.P. Burgoyne    | Canada      | Cougars de Chicago           | Bruins de Shawinigan (LHJMQ)         |
| 93   | Paul Granchukoff | États-Unis  | Golden Blades de New York    | Tigers de Medicine Hat (LHCO)        |
| 94   | Bob Stumpf       | Canada      | Nordiques de Québec          | Bruins de New Westminster (LHCO)     |
| 95   | John Campbell    | Canada      | Toros de Toronto             | Greyhounds de Sault Ste. Marie (AHO) |
| 96   | André St-Laurent | Canada      | Blazers de Vancouver         | Bleu-Blanc-Rouge de Montréal (LHJMQ) |
| 97   | Bob Young        | Canada      | Fighting Saints du Minnesota | Pioneers de Denver (NCAA)            |
| 98   | Sam Clegg        | Canada      | Sharks de Los Angeles        | Tigers de Medicine Hat (LHCO)        |
| 99   | Lee Palmer       | Canada      | Aeros de Houston             | Golden Knights de Clarkson (NCAA)    |
| 100  | Michel Latrielle | Canada      | Crusaders de Cleveland       | Bleu-Blanc-Rouge de Montréal (LHJMQ) |
| 101  | Terry McDougall  | Canada      | Jets de Winnipeg             | Broncos de Swift Current (LHCO)      |

### 9eronde
| Rang | Joueur           | Nationalité | Équipe AMH                   | Repêché depuis                  |
| ---- | ---------------- | ----------- | ---------------------------- | ------------------------------- |
| 102  | Mitch Brandt     | États-Unis  | Stingers de Cincinnati       | Pioneers de Denver (NCAA)       |
| 103  | Gordon Halliday  | Canada      | Cougars de Chicago           | Icers de Pennsylvanie (NCAA)    |
| 104  | Rick Austin      | Canada      | Golden Blades de New York    | Broncos de Swift Current (LHCO) |
| 105  | Guy Ross         | Canada      | Nordiques de Québec          | Castors de Sherbrooke (LHJMQ)   |
| 106  | Guido Tenesi     | États-Unis  | Toros de Toronto             | Generals d'Oshawa (AHO)         |
| 107  | Pierre Laganiere | Canada      | Blazers de Vancouver         | Castors de Sherbrooke (LHJMQ)   |
| 108  | Neil Korzack     | Canada      | Fighting Saints du Minnesota | Petes de Peterborough (AHO)     |
| 109  | Randy Aimoe      | Canada      | Sharks de Los Angeles        | Tigers de Medicine Hat (LHCO)   |
| 110  | Sean Shanahan    | Canada      | Aeros de Houston             | Friars de Providence (NCAA)     |
| 111  | Bruce Greig      | Canada      | Crusaders de Cleveland       | Nats de Vancouver (LHCO)        |
| 112  | Russ Wiechnik    | Canada      | Jets de Winnipeg             | Centennials de Calgary (LHCO)   |

### 10eronde
| Rang | Joueur         | Nationalité | Équipe AMH                   | Repêché depuis                       |
| ---- | -------------- | ----------- | ---------------------------- | ------------------------------------ |
| 113  | Jack Johnson   | Canada      | Stingers de Cincinnati       | Badgers du Wisconsin (NCAA)          |
| 114  | Mike Haramis   | Canada      | Cougars de Chicago           | National de Laval (LHJMQ)            |
| 115  | Brian Dick     | États-Unis  | Golden Blades de New York    | Jets de Winnipeg (LHCO)              |
| 116  | Michel Belisle | Canada      | Nordiques de Québec          | Bleu-Blanc-Rouge de Montréal (LHJMQ) |
| 117  | Brian Molvik   | Canada      | Blazers de Vancouver         | Centennials de Calgary (LHCO)        |
| 118  | Pat Phippen    | Canada      | Fighting Saints du Minnesota | Bruins de St. Paul                   |
| 119  | Yvon Dupuis    | Canada      | Aeros de Houston             | Remparts de Québec (LHJMQ)           |
| 120  | Henry Durkin   | Canada      | Crusaders de Cleveland       | Broncos de Swift Current (LHCO)      |
| 121  | Mike Kennedy   | Canada      | Jets de Winnipeg             | Rangers de Kitchener (AHO)           |

### 11eronde
| Rang | Joueur       | Nationalité | Équipe AMH             | Repêché depuis                   |
| ---- | ------------ | ----------- | ---------------------- | -------------------------------- |
| 122  | Bob Bilodeau | Canada      | Stingers de Cincinnati | Bruins de New Westminster (LHCO) |